# 樫山站
樫山站（日语：／ Kashiyama eki */?）是位於兵庫縣小野市樫山町字腰掛，神戶電鐵的粟生線車站。車站編號為KB55。

## 歷史
- 1951年（昭和26年）12月28日 - 三木福有橋（現時：三木）至電鐵小野（現時：小野）之間開通，此站啟用[1]。
- 2009年（平成21年）3月29日 - 車站翻新與站前廣場完成[3]。

## 車站構造
本站是地面車站，設有2面2線的相對式月台。月台可容納4卡車廂。車站在平成21年進行翻新，站房位於下行月台靠近鈴蘭台一方。兩月台之間設有站內平交道連接。
此站引入了使用光纖網絡連接的站務遠端系統。由中央站可遠端操作自動售票機、自動閘機、自動補票機、攝影機、對講機和捲閘。此站會有站員進行巡邏。站內沒有商店。本站翻新時，大樓旁設有社區設施和餐廳，該餐廳於2018年夏天結業。

### 月台
| 月台         | 路線   | 上下行 | 方向                     |
| ------------ | ------ | ------ | ------------------------ |
| 車站大樓一方 | 粟生線 | 下行   | 小野、粟生方向           |
| 車站大樓對面 | 粟生線 | 上行   | 志染、鈴蘭台、新開地方向 |

※此站沒有編排月台編號。

## 車站周邊
此站附近沒有商店，在附近設有密集的住宅區。另外此站最近小野匠台工業團地。

## 巴士路線
- 蘭蘭巴士（日语：らんらんバス (小野市)）

- 南回循環路線・・・毎日行走
- 山田、樫山路線・・・逢星期一、三、五行走
- 匠台路線・・逢星期一～六行走

- 前往北播磨綜合醫療中心（日语：北播磨総合医療センター）的免費穿梭巴士・・・毎日行走

## 利用狀況
| 年度 | 1日平均 乘車人次 |
| ---- | ---------------- |
| 1997 | 400              |
| 1998 | 375              |
| 1999 | 356              |
| 2000 | 332              |
| 2001 | 326              |
| 2002 | 310              |
| 2003 | 310              |
| 2004 | 282              |
| 2005 | 259              |
| 2006 | 247              |
| 2007 | 238              |
| 2008 | 225              |
| 2009 | 216              |
| 2010 | 212              |
| 2011 | 214              |
| 2012 | 209              |
| 2013 | 213              |
| 2014 | 211              |
| 2015 | 216              |
| 2016 | 208              |
| 2017 | 237              |
| 2018 | 274              |
| 2019 | 290              |

## 相鄰車站
神戶電鐵
 粟生線
■急行、■準急、■普通
大村（KB54）－樫山（KB55）－市場（KB56）

## 注腳
1. 1 2 3 4 5 6 7 8 9 10  . 神户新聞综合出版中心. 2012-12-10: 197. ISBN 9784343006745 （日语）.
2. ↑   (PDF). 神戶電鐵.   [2021-04-21]. （原始内容存档 (PDF)于2021-06-27） （日语）.
3. 1 2  . 神戶新聞（朝刊） (神戶新聞社). 2009-03-28: 26（北播） （日语）.
4. ↑  小野市統計書

## 外部連結
- 樫山站（神戶電鐵） （页面存档备份，存于）（日語）